# Dale Crover
Dale Crover (n. 23 octombrie 1967, Aberdeen, Washington, SUA) este un muzician american de muzică rock. Crover este cel mai cunoscut ca bateristul trupelor Melvins, Men of Porn, Shrinebuilder și, pentru un scurt timp, al formației Nirvana. Este de asemenea chitarist și vocalist pentru grupul Altamont. Mai cântă și pentru trupa Fantomas în concertele acestora.

## Discografie
| Data lansării      | Titlu                                                                                           | Label                            | Creditat pentru          |
| 1994               | Acid King: Acid King                                                                            | Sympathy for the Record Industry | Additional vocals        |
| 1996               | Dale Crover: Drumb                                                                              | Man's Ruin Records               | Performer                |
| 7 septembrie 1999  | Hank Williams III: Risin' Outlaw                                                                | Curb Records                     | drums on "Cocaine Blues" |
| 19 octombrie 2004  | Men of Porn: Wine, Women and Song                                                               | Small Stone Records              | drums                    |
| October 2009       | Shrinebuilder: Shrinebuilder                                                                    | Neurot Recordings                | drums                    |
| Cu Altamont        |                                                                                                 |                                  |                          |
| Data lansării      | Titlu                                                                                           | Label                            | Catalog Number           |
| 27 mai 1997        | Wanted Dead or Alive (split album with Acid King)                                               | Man's Ruin Records               | MR-072                   |
| 13 octombrie 1998  | Civil War Fantasy                                                                               | Man's Ruin Records               | MR-085                   |
| 26 martie 1999     | In the Groove (Compilation album, Rattlesnake Shake)                                            | The Music Cartel                 |                          |
| 10 iulie 2000      | Right In The Nuts (Compilation album, Make It)                                                  | Small Stone Records              |                          |
| 1 mai 2001         | Our Darling                                                                                     | Man's Ruin Records               | MR-2020                  |
| 1 noiembrie 2005   | The Monkee's Uncle                                                                              | AntAcidAudio                     | AAA-995                  |
| Cu Melvins         |                                                                                                 |                                  |                          |
| Data lansării      | Titlu                                                                                           | Label                            | Catalog Number           |
| 1986               | Six Songs                                                                                       | C/Z Records                      | CZ002                    |
| 1987               | Gluey Porch Treatments                                                                          | Alchemy Records                  | VM103                    |
| 1989               | Ozma                                                                                            | Boner Records                    | BR16-2                   |
| 21 august 1991     | Kill Rock Stars (Compilation album, Ever Since My Accident)                                     | Kill Rock Stars                  | KSR 201                  |
| 1991               | Your Choice Live Series Vol.12                                                                  | Your Choice Records              | YC-LS 012                |
| 1991               | Bullhead                                                                                        | Boner Records                    | BR25-2                   |
| 1991               | Eggnog                                                                                          | Boner Records                    | BR28-2                   |
| 1992               | Salad of a Thousand Delights                                                                    | Box Dog Video                    | BDV002                   |
| 1992               | Dale Crover                                                                                     | Boner Records                    | BR33-2                   |
| 1992               | Lysol (aka Melvins)                                                                             | Boner Records                    | BR35-2                   |
| 21 septembrie 1993 | Houdini                                                                                         | Atlantic Records                 | 82532-2                  |
| August 1994        | Prick                                                                                           | Amphetamine Reptile Records      | AmRep 031                |
| September 1994     | Stoner Witch                                                                                    | Atlantic Records                 | 82704-2                  |
| 15 iulie 1996      | Stag                                                                                            | Atlantic Records                 | 82878-2                  |
| 5 mai 1997         | Honky                                                                                           | Amphetamine Reptile Records      | AmRep 064-2              |
| 26 august 1997     | Singles 1-12                                                                                    | Amphetamine Reptile Records      | AmRep 063                |
| 1998               | Alive at the F*cker Club                                                                        | Amphetamine Reptile Records      | AmRep 072                |
| 17 mai 1999        | The Maggot                                                                                      | Ipecac Recordings                | IPC-002                  |
| 23 august 1999     | The Bootlicker                                                                                  | Ipecac Recordings                | IPC-004                  |
| 7 februarie 2000   | The Crybaby                                                                                     | Ipecac Recordings                | IPC-006                  |
| 27 noiembrie 2000  | Gluey Porch Treatments                                                                          | Ipecac Recordings                | IPC-012                  |
| 6 februarie 2001   | Electroretard                                                                                   | Man's Ruin Records               | MR2002                   |
| 16 aprilie 2001    | Colossus of Destiny                                                                             | Ipecac Recordings                | IPC-014                  |
| 1 aprilie 2002     | Millennium Monsterwork 2000 w/Fantômas                                                          | Ipecac Recordings                | IPC-019                  |
| 15 aprilie 2002    | Hostile Ambient Takeover                                                                        | Ipecac Recordings                | IPC-020                  |
| 11 martie 2003     | 26 Songs                                                                                        | Ipecac Recordings                | IPC-038                  |
| 16 septembrie 2003 | Melvinmania: The Best Of The Atlantic Years 1993-1996                                           | Atlantic Records                 | 5050466574428            |
| 9 martie 2004      | Neither Here Nor There                                                                          | Ipecac Recordings                | IPC-047                  |
| 23 august 2004     | Pigs of the Roman Empire w/Lustmord                                                             | Ipecac Recordings                | IPC-054                  |
| 19 octombrie 2004  | Never Breathe What You Can't See w/Jello Biafra                                                 | Alternative Tentacles Records    | Virus300                 |
| 26 septembrie 2005 | Sieg Howdy! w/Jello Biafra                                                                      | Alternative Tentacles Records    | Virus350                 |
| 16 mai 2006        | A Live History of Gluttony and Lust Houdini Live 2005                                           | Ipecac Recordings                | IPC-076                  |
| 10 octombrie 2006  | (A) Senile Animal                                                                               | Ipecac Recordings                | IPC-082                  |
| 8 iulie 2008       | Nude With Boots                                                                                 | Ipecac Recordings                | IPC-105                  |
| 1 iunie 2010       | The Bride Screamed Murder                                                                       | Ipecac Recordings                | IPC-112                  |
| 5 iunie 2012       | Freak Puke (Melvins Lite)                                                                       | Ipecac Recordings                | IPC-136                  |
| 30 aprilie 2013    | Everybody Loves Sausages                                                                        | Ipecac Recordings                | IPC-144                  |
| 5 noiembrie 2013   | Tres Cabrones                                                                                   | Ipecac Recordings                | IPC-150                  |
| Cu Nirvana         |                                                                                                 |                                  |                          |
| Data lansării      | Titlu                                                                                           | Label                            | Catalog Number           |
| 15 iunie 1989      | Bleach (On the songs Floyd the Barber, Paper Cuts and Downer)                                   | Sub Pop                          | SP-034                   |
| 21 noiembrie 1989  | Teriyaki Asthma,Volume 1 (Compilation album, Mexican Seafood)                                   | C/Z Records                      | CZ009                    |
| 21 august 1991     | Kill Rock Stars (Compilation album, Beeswax)                                                    | Kill Rock Stars                  | KRS-201                  |
| November, 1991     | Teriyaki Asthma Vols.I-V (Compilation album, Mexican Seafood)                                   | C/Z Records                      | CZ037                    |
| 14 decembrie 1992  | Incesticide (On the songs Beeswax, Downer, Mexican Seafood, Hairspray Queen, and Aero Zeppelin) | DGC Records                      | DGCD-24504               |
| 23 noiembrie 2004  | With the Lights Out                                                                             | Geffen Records                   | B0003727-00              |
| 1 noiembrie 2005   | Sliver: The Best of the Box                                                                     | Geffen Records                   |                          |